# الدوري الهولندي الممتاز 1945–46
الدوري الهولندي الممتاز 1945–46 (بالهولندية: Nederlands landskampioenschap voetbal 1945/46)‏ هو الموسم 57 من الدوري الهولندي الممتاز. أشرف على تنظيمه الاتحاد الملكي الهولندي لكرة القدم، وكان عدد الأندية المشاركة فيه 66، وفاز فيه نادي هارلم.